# August Wilhelm von Hofmann
August Wilhelm von Hofmann (8. duben 1818, Gießen – 5. květen 1892, Berlín) byl německý chemik. Studoval především syntetická organická barviva. Klíčový byl jeho výzkum anilinu, uhelného dehtu či formaldehydu. Soustředil se na chemii experimentální, pracující pro potřeby průmyslu. Chemii vystudoval na univerzitě v Giessenu, pod vedením Justuse von Liebiga. V letech 1845–1865 působil v Anglii, jako ředitel Royal College of Chemistry v Londýně. Poté se vrátil do Německa a byl profesorem na Humboldtově univerzitě v Berlíně. Je po něm pojmenován Hofmannův přístroj - elektrolyzér pro rozklad vody na vodík a kyslík.
August Wilhelm von Hofmann byl iniciátorem vzniku Německé chemické společnosti (Deutsche Chemische Gesellschaft), která vznikla v Berlíně po vzoru britské Chemical Society v roce 1867. Spoluzakladateli byli Adolf von Baeyer, C. A. Martius, Carl Scheibler, Ernst Schering, Hermann Wichelhaus. Hofmann byl pro první dvouleté období zvolen jejím prezidentem.

## Ocenění
V roce 1873 se Hofmann stal členem Německé akademie věd Leopoldina. Od roku 1853 byl členem Pruské a od roku 1855 Bavorské akademie věd. V roce 1860 se stal členem Akademie věd v Göttingenu.
Královská společnost jej v roce 1854 vyznamenala Královskou, o rok později Copleyho medailí. V roce 1862 se stal členem American Philosophical Society, v roce 1877 členem Americké akademie umění a věd a v roce 1887 Národní akademie věd Spojených států amerických. V roce 1883 získal von Hofmann řád Pour le Mérite za vědu a umění.
V roce 1886 byl Hofmann prvním prezidentem „Společnosti německých přírodovědců a lékařů“ (Gesellschaft Deutscher Naturforscher und Ärzte).

## Zajímavost
Hofmannův otec byl architekt, pro Justuse von Liebiga vybudoval budovu s laboratořemi.